# Samuel Kindgren
Samuel Jonsson Kindgren, född 31 oktober 1722 i Linköping, död 13 april 1778 i Linköping, var en svensk landsfiskal och rådman i Linköping.
Kindgren blev 1742 inskriven som student vid Uppsala universitet och blev sedan auskultant vid Stockholms rådstugurätt. År 1745 blev han landskanslist i Östergötlands län. Kindgren blev senare landsfiskal. År 1756 blev han rådman i Linköping.
Samuel Kindgren var son till borgaren Jonas Kindgren och Catharina Amnelia. Han var gift med Margaretha Wefver. De fick tillsammans barnen Eric Jonas (född 1763) och Andreas (född 1769).